# 내한선교사사전
내한선교사사전은 한국기독교역사연구소가 1885년부터 1985년까지 100년 동안 한국에서 사역했던 선교사 2749명의 활동상을 담은 선교사인물 사전이다. 이 책은 미국의 학생자원운동 출신들이 한국에 선교사로 지원했던 것을 따라서 90명의 교수들이 자원하여 이 사전을 자발적으로 집필을 하였다. 이 사전은 1994년 발행한 내안 선교사 총람을 중심으로 개신교 선교 초기부터 1985년까지 우리나라에서 사역한 3179명 가운데 2,749명의 내한 선교사들의 활동상을  약 1,520쪽에 달하는 분량으로 완성되었다.

## 같이 보기
- 선교사